# Agua Fría (Darién)
Agua Fría es un corregimiento del distrito de Santa Fe en la provincia de Darién, República de Panamá. La localidad tiene 2.692 habitantes (2010).